# Sorceress (film din 1982)
Vrăjitoarea (în engleză Sorceress) este un film de sabie și vrăjitorie regizat de Jack Hill după un scenariu de Hill și Jim Wynorski. În rolurile principale au interpretat actorii Leigh Harris și Lynette Harris. Filmul a fost filmat în Mexic și în Statele Unite. În 2020, este ultimul lungmetraj regizat de Jack Hill.
A fost produs de studiourile Conacine și New World Pictures și a avut premiera în 1982, fiind distribuit de New World Pictures. 
Cheltuielile de producție s-au ridicat la 0,5 milioane $ și a avut încasări de 4 milioane $.

## Rezumat
Pentru a-și menține puterile, vrăjitorul malefic Traigon trebuie să-și sacrifice primul născut zeului Caligara. După ce i-a născut două fiice gemene, soția sa a refuzat să-i spună lui Traigon care s-a născut prima, iar el îi provoacă o rană gravă. Ea fuge cu copiii mici și convinge un țăran să-i crească ca băieți războinici. Când apare Traigon, soția lui reușește să-l înjunghie cu o suliță și să-l alunge cu ajutorul magiei timp de 20 de ani înainte de a muri.
Când Traigon revine, încearcă din nou să-și vâneze fiicele acum adulte (surorile Harris), cu același scop de a le sacrifica zeului Caligara. Gemenele cer ajutorul unui satir, Pando, unui barbar, Erlik, și unui viking, Baldar, în lupta lor pentru a-și învinge propriul tată.

## Distribuție
- Leigh Harris - Mira
- Lynette Harris- Mara
- Bob Nelson- Erlick
- David Millbern- Pando
- Bruno Rey- Baldar
- Ana De Sade- Delissia
- Roberto Ballesteros- Traigon
- Douglas Sanders- Hunnu
- Tony Stevens- Khrakannon
- Martin LaSalle- Krona

## Producție și primire

### Dezvoltare
Regizorul a spus că Roger Corman l-a abordat pentru a realiza un film de sabie și vrăjitorie inspirat de succesul filmului Conan Barbarul (1982).
În aceea perioadă, Roger avea un studio de efecte speciale [New World Studios din Venice, California] care făcea o treabă foarte bună. Ei au realizat unele efecte speciale pentru Evadare din New York [1981] [John Carpenter] și alte filme mari, iar Corman deținea el însuși unitatea de efecte speciale, așa că a putut să le producă cu un buget redus. Așa că pentru mine a fost o oportunitate de a face ceva care să arate ca un film mare, pe care nu am avut niciodată ocazia să-l fac până acum. M-am gândit că asta m-ar putea aducea înapoi în afaceri.
„Ar fi trebuit să știu mai bine”, a glumit mai târziu Hill.
Jack Hill a spus că s-a inspirat să facă un film despre fete gemene din The Corsican Brothers (1941).
Hill a spus că a scris scenariul „în întregime”, dar Jim Wynorski este singurul menționat. Hill spune că „dialogul a fost, din păcate, dublat de amatori și angajați de la birou, în care eu nu am fost implicat.”
Potrivit lui Hill, Corman a vrut să facă filmul în Filipine, apoi a obținut o înțelegere pentru a-l realiza în Portugalia. Hill a vizitat acea țară și a aflat că nu aveau facilități de producție. Corman urma să ajungă în Italia, ceea ce Hill considera că ar fi ideal. Apoi, cu două săptămâni înainte de filmări, Corman i-a spus lui Hill că a aranjat o afacere mai bună în Mexic și acolo a fost turnat filmul.
Hill a spus: „Am fost acolo timp de trei sau patru luni în timp ce au pus cap la cap acest tip de afacere foarte ciudată cu diverși escroci, cum ar fi (pe de o parte) guvernul mexican și (pe de altă parte) Hemdale, care acum este foarte notoriu.”

### Filmări
Filmul a fost turnat în Mexic în octombrie 1981. Producția a fost extrem de dificilă, fiind afectată de ploi, incendii și de bugetul redus. Hill a susținut că Roger Corman nu a venit niciodată cu bugetul promis, forțându-l să facă compromisuri atât cu privire la efectele speciale, cât și la muzică. (Hill spune că dezvoltarea pieței video a cauzat pierderi în cinematografele drive-in și Corman era chiar mai îngrijorat decât de obicei în privința banilor.)
Hill spune că echipa mexicană „a lucrat cu sufletul la gură pentru acest film”, dar a mai spus că „această producție a avut cele mai multe probleme față de oricare alt film – tot felul de lucruri au mers prost.”
Hill a scris rolul lui Pando pentru Sid Haig, care a apărut în multe dintre filmele lui Hill, dar Corman nu a plătit taxa actorului, așa că o altă persoană a interpretat rolul.
La fel ca multe filme produse de New World în aceea perioadă, a refolosit partitura muzicală a lui James Horner din Bătălie peste stele (1980).